# Budějovický měšťanský pivovar
Budějovický měšťanský pivovar (niem. Budweiser Bürgerbräu, dosł. „Budziejowicki Browar Mieszczański”) – browar w Czeskich Budziejowicach, jeden z dwóch znajdujących się w mieście.

## Historia browaru
Za datę utworzenia zakładu przyjmuje się rok 1795, kiedy to grupa niemieckich mieszczan założyła browar na obrzeżach miasta. W 1802 piwo przyjęło nazwę Budweiser Bier. W 1879 Rada Miejska Budziejowic przyznała browarowi prawo do używania herbu miejskiego na swoich produktach. W 1882 po raz pierwszy zarejestrowano własne marki towarowe, m.in. Budweiser Export-Lager-Bier, do którego w 1897 dodano przymiotnik Original. Nieco wcześniej, w 1894, browar przyjął oficjalną nazwę Die Budweiser Bräuberechtigten – Bürgerliches Bräuhaus – Gegründet 1795 – Budweis (Budějovičtí právovárečníci – Měšťanský pivovar – založen 1795 – Budějovice). W 1899 zarejestrowano markę Budweiser Bürgebräu. Dokładnie 100 lat po założeniu browaru na lokalnym rynku (potem również europejskim i pozaeuropejskim) pojawił się konkurent – Budweiser Budvar, którego działalność zainicjowali mieszczanie czescy.
W XIX wieku zakład unowocześniano (początkowo, tak jak inne z okolicy, był browarem parowym, następnie go zelektryfikowano), z kolei produkcję stopniowo przeniesiono do nowych budynków. Wraz ze wzrostem liczby sprzedanych hektolitrów rósł też rynek zbytu – w 1875 rozpoczęto eksport do Stanów Zjednoczonych, co przyczyniło się do powstania, trwającego do dziś, sporu z amerykańską firmą Anheuser-Busch.
W latach 70. XIX wieku budziejowickie piwo trafiło na dwór cesarski w Wiedniu, a w 1895 Budweiser Bürgebräu został oficjalnym dostawcą dworu królewskiego Wirtembergii, którego to tytułu używa do dzisiaj.
W marcu 1945 budynki zakładowe zostały uszkodzone podczas alianckiego nalotu. Po II wojnie światowej przedsiębiorstwo, jako mienie poniemieckie, przejęło państwo czechosłowackie i znacjonalizowało. Niemiecka nazwa oraz niemieckie marki piw zostały odrzucone, „nowe” czeskie piwa nosiły teraz nazwy Crystal i Samson. Sam zakład w 1948 stał się częścią państwowych Českobudějovických pivovarů, a już miesiąc później przyłączono go do, grupującego wiele dawnych samodzielnych browarów, przedsiębiorstwa Jihočeské pivovary n.p. pod nazwą První českobudějovický pivovar. W 1960 zmieniono nazwę na Pivovar Samson. W 1989 powrócono do nazwy První budějovický pivovar Samson. Po upadku komunizmu Jihočeské pivovary České Budějovice a.s. sprywatyzowano; w 2000 sprzedano należący do spółki browar Platan, a wkrótce potem browar Regent i pozostał w niej jedynie Samson. W związku z tym w 2001 zmieniono nazwę na Budějovický měšťanský pivovar, a.s., odpowiadającej oryginalnej, niemieckiej z XIX wieku.
Z okresu komunistycznego browar posiadał prawo do marek Crystal, Czech Beer Crystal, Biere Tcheque Crystal i Samson; w 1991 otrzymał prawa do nazw Budějovický měšťanský var i historycznej Budweiser Bürgerbräu, następnie w 1993 Budějovické pivo, Budweiser Bier, Biere de Budweis i Budweis Beer (o tę ostatnią toczy spory z budziejowickim Budvarem).
Browar Miejski, mimo że starszy, jest współcześnie znacznie mniej znany, niż jego młodszy konkurent – zarówno w Czechach jak i za granicą – w pierwszym półroczu 2008 to zaledwie 0,75% krajowego rynku. Produkty znajdują jednak uznanie na czeskich konkursach browarniczych – w ostatnich latach piwa były wielokrotnie nagradzane.
W 2009 produkcja piwa sięgnęła 143 tys. hektolitrów, co plasuje browar w okolicach dziesiątego miejsca w Czechach.

### Anheuser-Busch
W 2011 roku dotychczasowy właściciel browaru, spółka Harvestor, podzielił przedsiębiorstwo na dwa oddzielne podmioty. Wszelkie nieruchomości, sprzęt, technologia i personel przeszedł na nowo powstałą spółkę akcyjną Browar Samson, która stała się automatycznie własnością Harvestora. Pozostałą część, w której skład wszedł niewielki teren ze źródłem wody, a przede wszystkim prawa do nazwy z przedrostkiem Budějovický lub Budweiser odsprzedano amerykańskiemu koncernowi Anheuser-Busch. W ten sposób Amerykanie nabyli prawo do nazwy Budweiser jako piwa produkowanego w Czeskich Budziejowicach. Zdaniem dyrekcji Budziejowickiego Budvaru prawdopodobne jest, że amerykański koncern nie przewiduje na terenie Czech produkcji piwa.

## Produkty
Z przyczyn prawnych na terenie Stanów Zjednoczonych podstawowy produkt Browaru Mieszczańskiego sprzedawany był jako B.B. Bürgerbräu, w pozostałych państwach jako Budweiser Bier.
Od 2007 w Wielkiej Brytanii w sieci Tesco markę Samson 1795 Budweiser sprzedawano pod nazwą Boheme 1795.
Do 2011 Browar Mieszczański produkował następujące piwa:
- B. B. Original Budweiser Bier (alk. 5,00%), světlý ležák – jasne pełne,
- B.B. Deset Budweiser Bier (alk. 4,10%), výčepní světlé  – jasne beczkowe (tylko kegi),
- 1795 Budweiser Bier (alk. 4,70%), světlý ležák – jasne pełne
- Samson Budweiser Bier Premium (alk. 4,90%), světlý ležák – jasne pełne,
- Samson 1795 Budweiser Bier Jedenáctka (alk. 4,70%), světlý ležák – jasne pełne,
- Samson Budweiser Bier Černý (alk. 3,60%), výčepní tmavé – ciemne beczkowe,
- Samson Budweiser Bier Výčepní (alk. 3,80%),  výčepní světlé – jasne beczkowe
- Pito Budweiser Bier (alk. do 0,50%) – bezalkoholowe,
- Dianello Budweiser Bier (alk. 3,80%) – piwo ze zmniejszoną zawartością cukru.

Obecnie marki Samson, Pito i Dianello produkuje Browar Samson.